# Lauren London

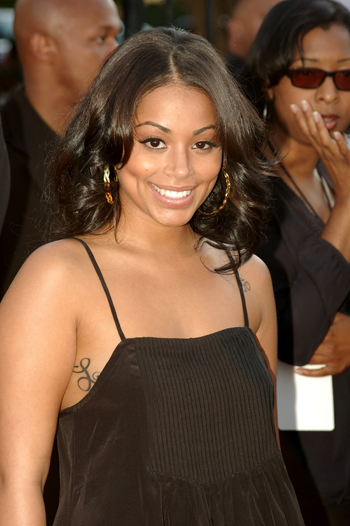
Lauren London, 2007.

Lauren London, född 4 december 1984 i Los Angeles, Kalifornien, är en amerikansk filmskådespelare och fotomodell. London har haft en biroll i serien Entourage som Turtles flickvän Kelly. 
Hon har bland annat medverkat i filmerna ATL 2006, This chrismas 2007 och I love u Beth Cooper 2009
Hon har en son med rapparen Nipsey Hussle.